# Vězeňská bašta v Ratiboři
Vězeňská bašta v Ratiboři, polsky Baszta Więzienna w Raciborzu, je památkově chráněná renesanční bašta v městském parku Skwer im. Stanisława Moniuszki ve čtvrti Centrum města Racibórz (Ratiboř) v okrese Ratiboř v jižním Polsku. Geograficky se také nachází v geomorfologickém celku Ratibořská kotlina v etnoregionu Horní Slezsko ve Slezském vojvodství.

## Historie a popis
Vězeňská bašta v Ratiboři byla s největší pravděpodobností postavena v městských hradbách v roce 1574 po požáru města. Zastřešená zděná věž má čtvercový půdorys a 4 charakteristické věžičky a původně měla věž jen tři stěny. V 17. století byli ve věži údajně vězněni zedničtí mistři obvinění z nadsazování cen a odtud pochází její název. V letech 1896-1900 byla věž částečně přestavěna. V roce 1958 byla provedena renovace. Poslední opravné práce proběhly v roce 1994. Věž je jedním ze symbolů města a její tvar je součástí loga města Ratiboř. Uvnitř je expozice středověké tortury a vězeňství a u věže jsou také zbytky městských hradeb.

## Další informace
Věž je přístupná v době otevíracích hodin.

## Galerie

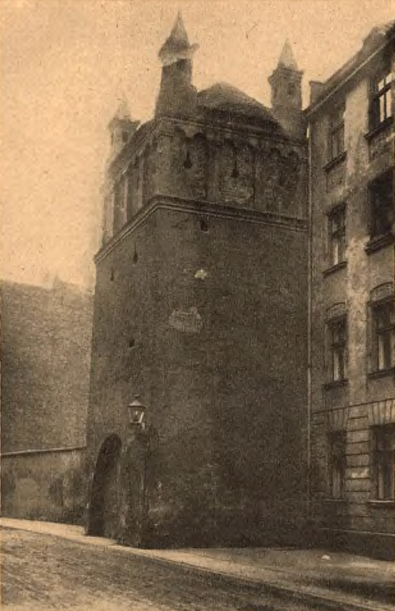
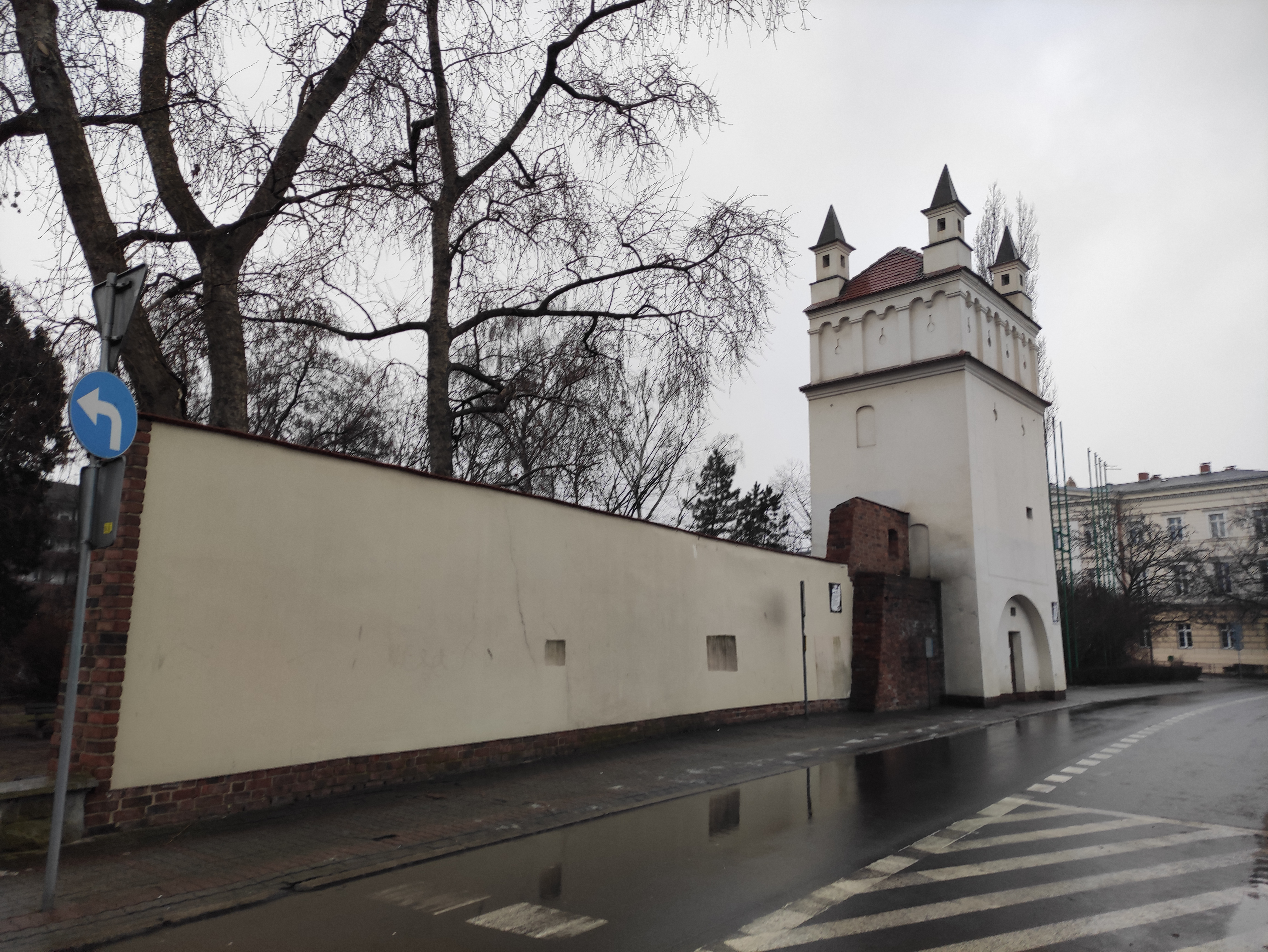
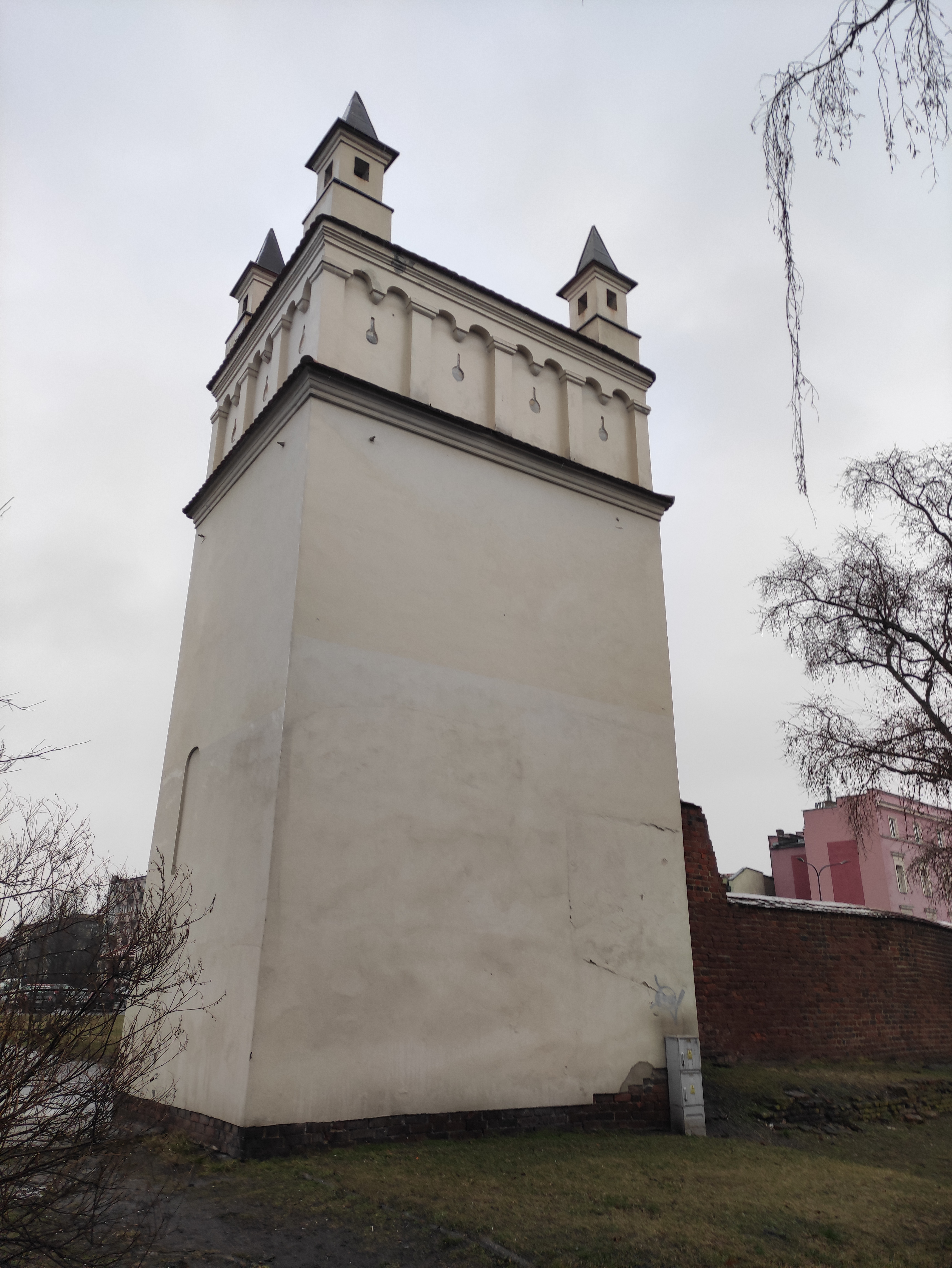
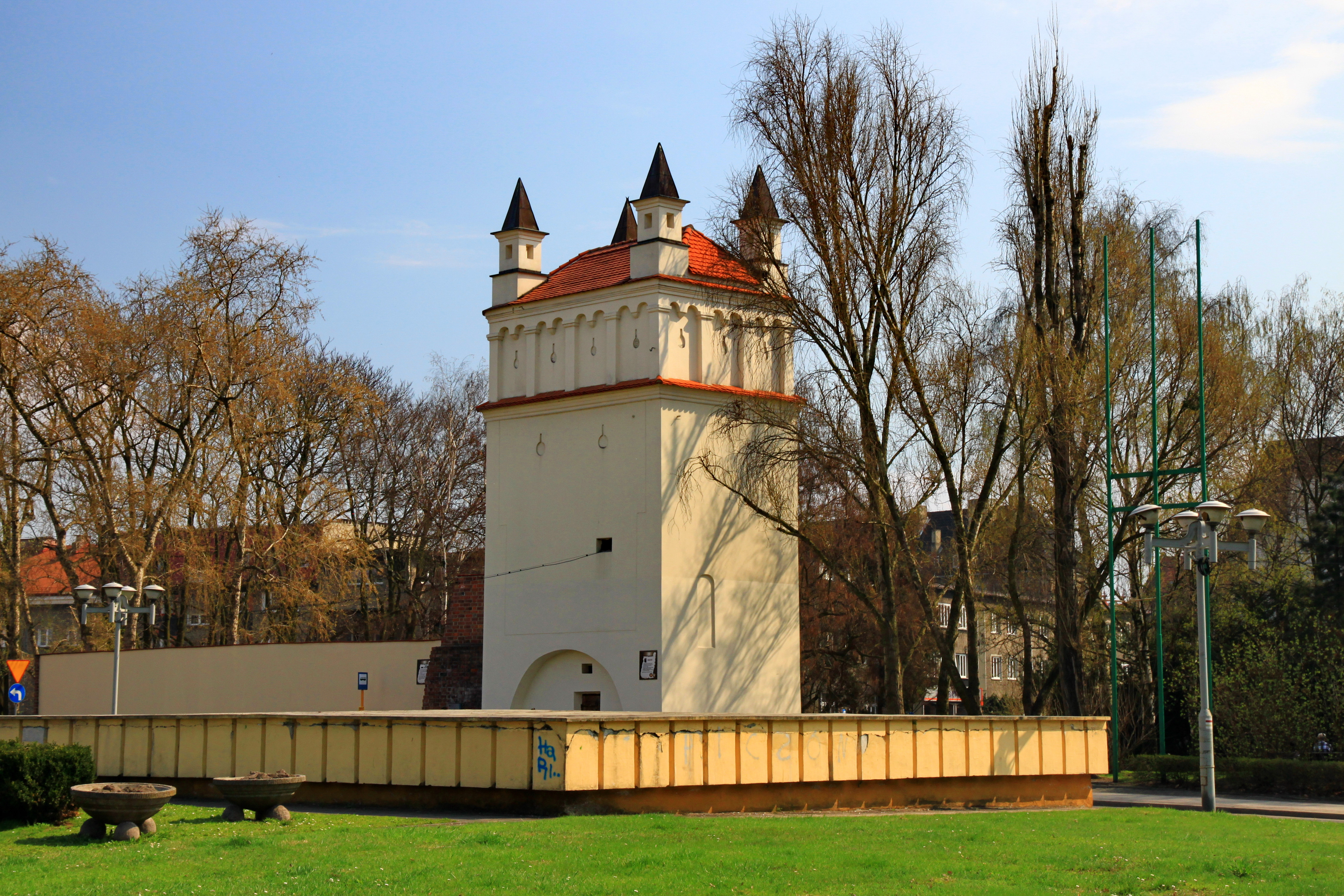
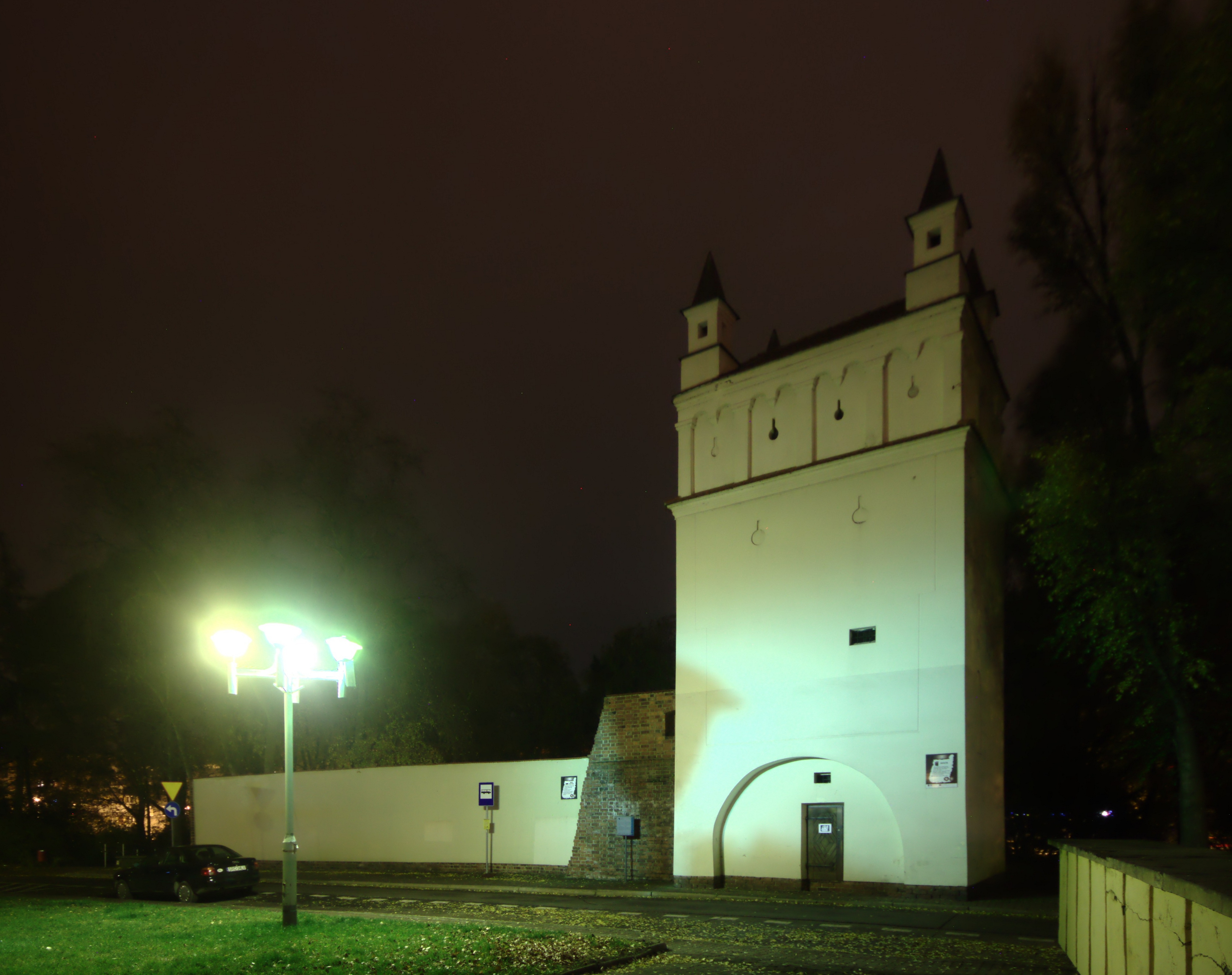